# Язу (Прахова)
Язу (рум. Iazu) — село у повіті Прахова в Румунії. Входить до складу комуни Мегуреле.
Село розташоване на відстані 72 км на північ від Бухареста, 15 км на північ від Плоєшті, 71 км на південний схід від Брашова.

## Населення
За даними перепису населення 2002 року у селі проживали 652 особи, усі — румуни. Усі жителі села рідною мовою назвали румунську.